# 楊翥

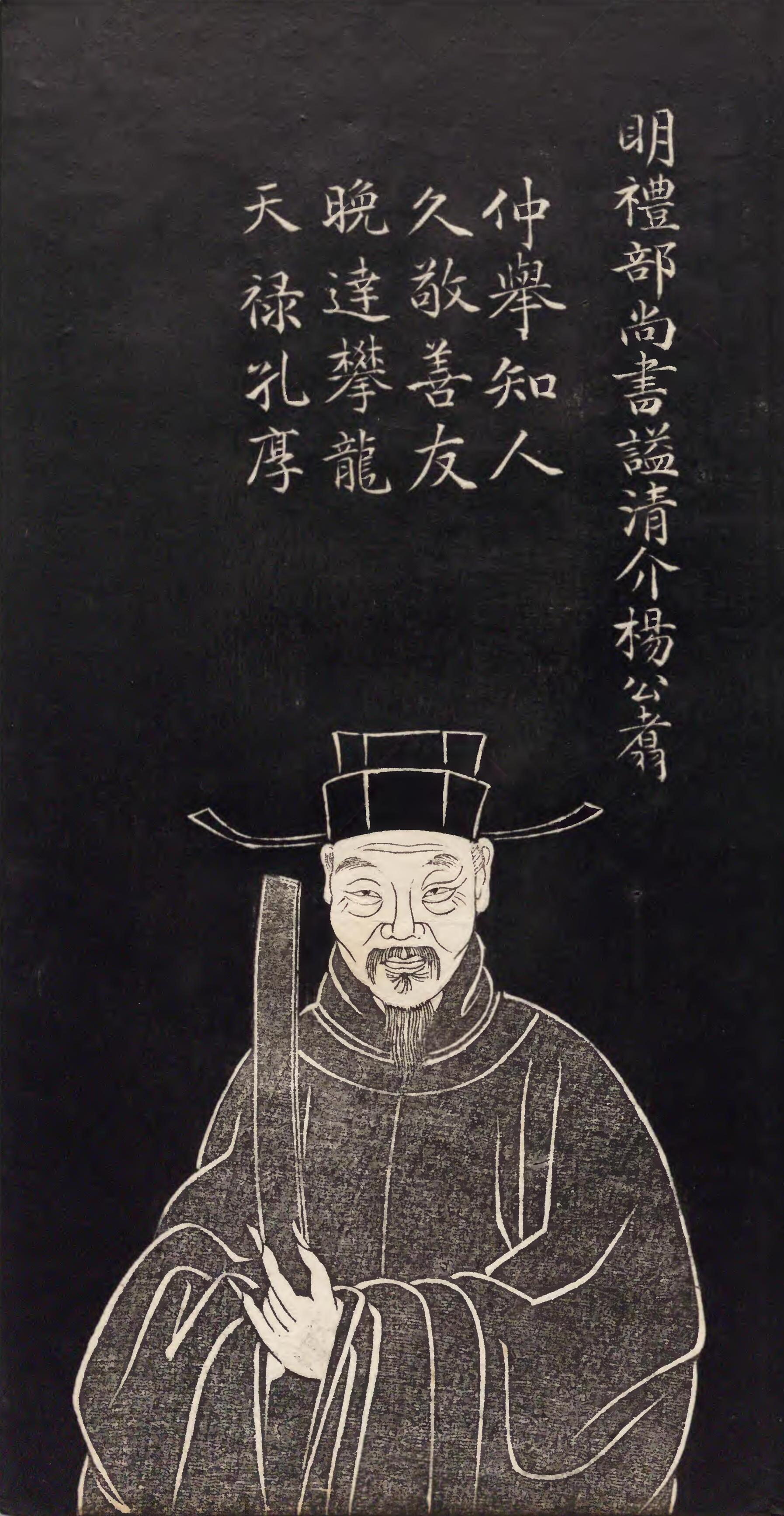
楊翥

楊翥（1369年—1453年），字仲舉，中書省蘇州府吳縣（今江蘇省蘇州市）人，明朝政治人物、礼部尚书。
楊翥年少丧父贫穷，随兄戍武昌，教授学生以自给。当时杨士奇流寄窘乏时，楊翥则把自己教館舍讓给杨士奇，而自己到别地教授。杨士奇富贵后，举荐楊翥經明行修。明宣宗下诏試吏部，后授翰林院檢討、修撰。正统年间，下诏其任郕王府僚，与儀銘分别担任左右长史。久之辞任归乡。土木之变后，明景宗即位，楊翥入朝拜禮部右侍郎。景泰三年，晋升为礼部尚书，后給祿致仕。